# Flavio Mena Jara

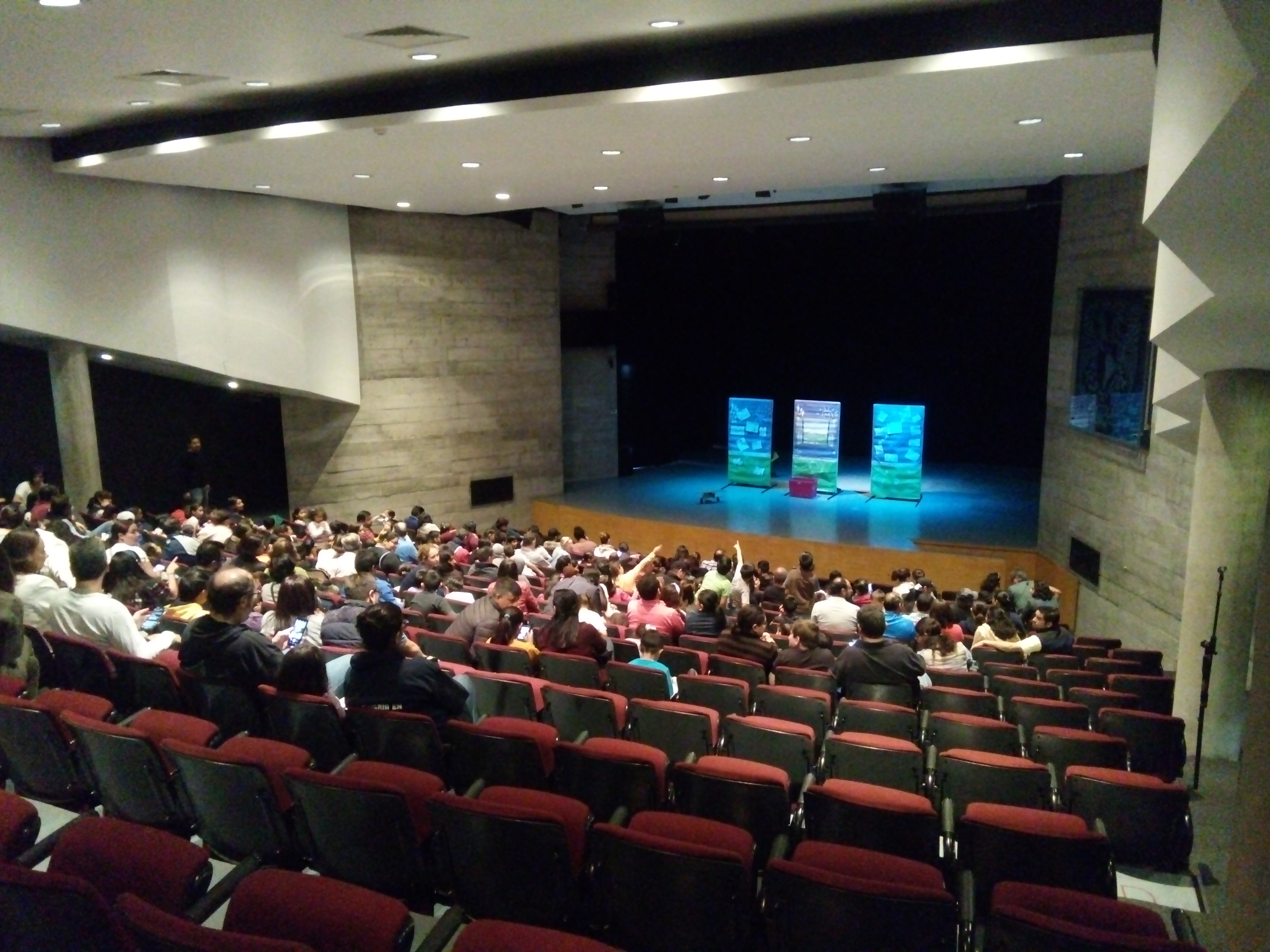
Auditorio Dr. Flavio Mena, en el Centro Académico Cultural de la UNAM campus Juriquilla.

Flavio Manuel Mena Jara (León, Guanajuato, 19 de abril de 1938-23 de diciembre de 2012) fue un médico cirujano, investigador, catedrático y académico mexicano. Fue pionero de la neuroendocrinología.

## Estudios
Cursó la licenciatura en la Facultad de Medicina de la Universidad Nacional Autónoma de México (UNAM), obtuvo su título en 1962. Fue discípulo del doctor Guillermo Anguiano Landín, quien fuera el primer neuroquímico mexicano. Posteriormente, en 1975, fue la primera persona en obtener un doctorado en Fisiología de la UNAM.

## Investigador y académico
Fue pionero en la investigación en neuroendocrinología, realizó estudios sobre las estructuras cerebrales que intervienen en la secreción de hormonas de la hipófisis y la relación de éstas con el útero y la glándula mamaria, los cuales ayudaron a comprender el proceso de la lactancia desde un punto de vista fisiológico y los mecanismos que controlan la producción de la prolactina. Por sus investigaciones de neuroendocrinología se le consideró uno de los diez expertos más notables en este campo. Sus artículos y publicaciones han sido citados en más de 1200 ocasiones.
Fue fundador del Instituto de Neurobiología y promotor del campus de Juriquilla de la UNAM. Fue miembro de la Sociedad Mexicana de Ciencias Fisiológicas siendo presidente de la misma en 1979, de El Colegio de Ciencias de la Conducta y del Instituto Mexicano de la Cultura. Fue Investigador Emérito por el Sistema Nacional de Investigadores y miembro del Consejo Consultivo de Ciencias de la Presidencia de la República.

## Premios y distinciones
- Premio de Ciencias Naturales por la Academia de la Investigación Científica (hoy Academia Mexicana de Ciencias) en 1975.
- Premio Universidad Nacional en el área de Investigación en Ciencias Naturales, otorgado por la Universidad Nacional Autónoma de México en 1985.
- Premio Nacional de Ciencias y Artes en el área de Ciencias Físico-Matemáticas y Naturales otorgado por la Secretaría de Educación Pública en 1996.
- Investigador Emérito por el Sistema Nacional de Investigadores del Consejo Nacional de Ciencia y Tecnología desde 2000.
- Investigador Emérito por el Instituto de Neurobiología de la Universidad Nacional Autónoma de México desde 2003.
- Premio Ciudad Capital Heberto Castillo Martínez por el Instituto de Ciencia y Tecnología del Gobierno del Distrito Federal en 2009.
- Homenaje póstumo en el auditorio del Centro Académico y Cultural del campus de Juriquilla por la comunidad de la UNAM en 2013.[4]